# Manfred Weber
Manfred Weber, nemški politik, * 14. julij 1972, Niederhatzkofen (Landshut) Nemčija.
Na volitvah na Bavarskem leta 2003 je Weber pri 29. letih postal najmlajši poslanec v državi. [1] Trenutno je vodja skupine Evropske ljudske stranke in je najmlajši vodja politične skupine v aktualnem sklicu Evropskega parlamenta, pa tudi najmlajši vodja skupine ELS. Weber je znan kot zmeren politik in posrednik moči v politiki EU.
5. septembra 2018 je Weber izrazil svojo namero kandidirati za predsednika Evropske komisije in bil 8. novembra izvoljen za Spitzenkandidat Evropske ljudske stranke. Stranka je 26. maja 2019 dobila največ sedežev v Evropskem parlamentu, s čimer je Weber postal vodilni kandidat za naslednjega predsednika Evropske komisije. [5] [6] 28. maja je bilo napovedano, da bodo novega predsednika Evropske komisije junija izbrali na vrhu EU, kjer pa Weber ni bil nominiran; namesto njega je bila izbrana rojakinja Ursula von der Leyen.

## Mladost
Rodil se je leta 1972, kot drugi od treh sinov. Leta 1990 je po zaključeni srednji šoli odslužil vojaški rok. Vpisal se je na Univerzo uporabnih znanosti v Münchnu, kjer je iz fizike diplomiral leta 1996 ter nato do ustanovitve podjetij deloval kot samostojni inženir.

## Politika

### Deželna politika
Manfred Weber se je začel s politiko ukvarjati že v zgodnjih letih. S šestnajstimi se je včlanil v Junge Union Deutchland, katere bavarsko izpostavo je vodil med letom 2003 in 2007, ter Krščansko socialno unijo (CSU). Leta 2002 je sodeloval na deželnih volitvah, kjer je v starosti 29 let izvoljen za najmlajšega poslanca Bavarskega državnega parlamenta. 

### Evropska politika
Z mesta poslanca je leta 2004 odstopil, saj je bil na listi CDU izvoljen za poslanca v Evropskem parlamentu. Zasedal je v več odborih, med njimi v odboru za ustavne zadeve, državljanske svoboščine, pravosodje in notranje zadeve ter v odboru za regionalni razvoj. Leta 2008 se je kot poročevalec pogajal o direktivi Evropskega parlamenta o skupnih standardih in postopkih v državah znotraj Evropske unije glede vračanja državljanov tretjih držav, ki nezakonito prebivajo v Uniji. V parlament je bil znova izvoljen na vseh nadaljnjih evropskih volitvah. Vzpenjal se je tudi znotraj politične skupine Evropske ljudske stranke; leta 2006 je postal član predsedstva skupine ELS, leta 2009 je bil izvoljen za podpredsednika skupine ter leta 2014 še za predsednika.
Weber je do zdaj dvakrat nastopil kot "spietzenkandidat" Evropske ljudske stranke. Prvič na Volitvah v Evropski parlament 2014, ko je skupina zasedla prvo mesto, a izgubila 44 poslanskih mest napram volitvam leta 2009. Predsednik Evropske komisije je takrat postal Jean-Claude Juncker. Med letoma 2014 in 2016 je bil Weber član zdaj skupine G5, v  kateri so sodelovali še predsednikom Komisije Juncker, podpredsednik Komisije Frans Timmermans, vodja socialistične skupine Gianni Pittello ter predsednik Evropskega parlamenta Martin Schulz. Na Webrovo pobudo je bila z letom vzpostavljena skupina G6, ki je nasledila G5. Poleg Webra in Pittellija so v njej zasedali še predsedniki Guy Verhofstad iz Zavezništva liberalcev in demokratov za Evropo (ALDE), Syed Kamall iz evropskih konservativcev in reformistov (ECR), Ska Keller iz Zelenih in Gabriele Zimmer iz Evropske združene levice – nordijske zelene levice.
Septembra 2018 je Weber najavil svojo kandidaturo (Spitzenkandidat) za mesto predsednika Evropske komisije, in sicer po evropskih volitvah 2019. (V neuradnem sistemu Spitzenkandidat je vodja evropske stranke, ki po volitvah v Evropski parlament vodi največjo koalicijo v Evropskem parlamentu, predviden, da postane predsednik Evropske komisije.)
Weberjeva Evropska ljudska stranka je maja 2019 dobila relativno večino poslanskih mest v Evropskem parlamentu, s čimer je postal glavni kandidat za naslednika Jean-Clauda Junckerja na položaju predsednika Evropske komisije. 28. maja so voditelji vlad Evropske unije naložili predsedniku Evropskega sveta Donaldu Tusku vodenje pogajanj s poslanci Evropskega parlamenta in nacionalnimi voditelji za izbiro novega predsednika Evropske komisije na vrhu EU konec junija 2019. Tusk je namignil, da je Weber " vodilni kandidat." Ker ni prišlo do soglasja o njegovem imenovanju, je Evropska ljudska stranka kot zamenjavo predlagala njegovo rojakinjo Ursulo von der Leyen. 1. junija 2022 je postal predsednik Evropske ljudske stranke. 

## Zasebno
Je poročen. Od novembra 2016 je član osrednjega odbora katoličanov v Nemčiji ter regijskega odbora na Bavarskem.